# Sporthalle Buchholz
Die Sporthalle Buchholz ist die grösste Sporthalle in Uster. Sie beheimatet den Unihockeyverein UHC Uster sowie den TV Uster Handball.

## Konstruktion
Die Sporthalle Buchholz wurde im Auftrag der Stadt Uster gebaut. Geplant wurde der Bau der Architekten Camenzind Gräfensteiner aus Zürich. 1997 wurde die 8,5 Millionen Franken teuere Sporthalle nach zwei Jahren Bauzeit fertiggestellt.
Der Bau wurde durch komplizierte Details, welche höhere Anforderungen an die Bauphysik und den Schallschutz stellen, in die Länge gezogen. 1998, ein Jahr nachdem der Rohbau fertiggestellt wurde, wurde die Halle eröffnet. Die Sporthalle wird von verschiedenen Architekten und Unternehmen auch als Halle des Lichtes bezeichnet. Durch die transluziden und transparenten Fassadenelemente wird tagsüber die Halle durch das Tageslicht beleuchtet. Nachts kehrt sich die Lichtwirkung um. Im Inneren entsteht somit ein blendfreies, neutrales Licht. Der Sonnenschutz wird durch spezielles Isolierglas mit Kapillaranlage bewerkstelligt. Dadurch die baulichen Massnahmen kann der Energieverbrauch deutlich gesenkt werden.

## Nutzung
Der TV Uster Handball und der UHC Uster nutzen die Mehrzweckhalle zu Trainings- und Meisterschaftszwecken.

## Erreichbarkeit
Die Sporthalle Buchholz ist zu Fuss ab Bahnhof Uster in rund 15 Minuten erreichbar.
Mit dem öffentlichen Verkehr ist die Halle mit den Buslinien 812, 827 und 830, Haltestellen Reithalle und Sportzentrum, erreichbar.